# Matando Cabos
Matando Cabos es una película mexicana de 2004 dirigida por Alejandro Lozano. El filme cuenta la historia de Jaque (interpretado por Tony Dalton) y "el Mudo" (interpretado por Kristoff Raczyñski), dos ejecutivos que tienen que encontrar la forma de regresar a su jefe, Óscar Cabos (Pedro Armendáriz Jr.), sano y salvo a casa, ya que por extrañas circunstancias se encuentra encerrado en ropa interior en la cajuela de su coche.
Matando cabos fue lanzada en México el 16 de julio de 2004 por Videocine.
En 2013, se estrenó en España una adaptación de esta película titulada ¿Quién mató a Bambi?, dirigida por Santi Amodeo.

## Argumento
Oscar Cabos (Pedro Armendáriz Jr.) es un terrible magnate al que todos deben respeto, para mala fortuna de "Jaque" (Tony Dalton) y "Mudo" (Kristoff Raczynski), ellos lo tienen metido en un baño inconsciente. Esta problemática situación comenzó cuando Cabos descubrió a "Jaque" teniendo relaciones sexuales con su hija Paulina Cabos (Ana Claudia Talancon), lo cual le valió una golpiza y ahora una muy mala experiencia. Las vivencias de este par de amigos y su mala fortuna, son el tema de esta historia que demuestra que las coincidencias tienen consecuencias.

## Reparto
- Tony Dalton	... 	 Javier "Jaque"
- Ana Claudia Talancón	... 	 Paulina Cabos
- Kristoff Raczyñski	... 	 "El Mudo"
- Pedro Armendáriz Jr.	... 	 Óscar Cabos
- Raúl Méndez	... 	 Botcha
- Joaquín Cosio	... 	 Ruben "Mascarita"
- Silverio Palacios	... 	 Tony "El Canibal"
- Gustavo Sánchez Parra	... 	 Nico
- Rocío Verdejo	... 	 Lula
- Jacqueline Voltaire ... 	Gabriela Cabos

## Premios
Premio a la mejor película (Daguer, Film festival).[cita requerida]